# Вест-Энд
Вест-Энд (англ. West End) — западная часть центра Лондона, к западу от стены Сити, в которой сосредоточена театральная и концертная жизнь (кварталы Сохо и Ковент-Гарден), музеи (Южный Кенсингтон), правительственные учреждения (Вестминстер), университеты и колледжи (Блумсбери), а также элитная недвижимость (Белгравия, Кенсингтон) и фешенебельные магазины (Оксфорд-стрит, Риджент-стрит, Бонд-стрит). Вест-Энд принято представлять как антипод пролетарского района восточного Лондона — Ист-Энда.

## Театры в Вест-Энде
- Артс-театр / Arts Theatre
- Гайети-театр[англ.] / Gaiety Theatre
- Гаррик-театр[англ.] / Garrick Theatre
- Гилгуд-театр[англ.] / Gielgud Theatre
- Донмар Уэрхаус / Donmar Warehouse
- Институт современных искусств[англ.] / Institute of Contemporary Arts (ICA)
- Королевский театр «Друри-Лейн» / Theatre Royal, Drury Lane
- Королевский театр «Ковент-Гарден» / Royal Opera House, «Covent Garden»
- Королевский театр «Хеймаркет»[англ.] / Theatre Royal, Haymarket
- Лондонский Колизеум (также Театр Колизей) / англ. London Coliseum
- Новелло-театр[англ.] / Novello Theatre
- Театр Ноэла Кауарда / Noël Coward Theatr
- Палас-театр / Palace Theatre
- Плейерс-театр[англ.] / Players' Theatre
- Театр Адельфи / Adelphi Theatre
- Театр «Амбассадорс»[англ.] / Ambassadors Theatre
- Театр «Аполло»[англ.] / Apollo Theatre
- Театр «Аполло-Виктория»[англ.] / Apollo Victoria Theatre
- Театр «Виктория-Палас»[англ.] / Victoria Palace Theatre
- Театр «Водевиль»[англ.] / Vaudeville Theatre
- Театр Герцога Йоркского[англ.] / Duke of York’s Theatre
- Театр Герцогини[англ.] / Duchess Theatre
- Театр Джермин-стрит[англ.] / Jermyn Street Theatre
- Театр «Доминион» / Dominion Theatre
- Театр Её Величества / Her Majesty’s Theatre
- Театр Кембридж[англ.] / Cambridge Theatre
- Театр Комедии[англ.] / Comedy Theatre
- Театр Сондхайма / Sondheim Theatre
- Театр «Критерион» / Criterion Theatre
- Театр Лестер-Сквер[англ.] / The Leicester Square Theatre
- Театр «Лирик»[англ.] / Lyric Theatre
- Театр «Лицеум» / Lyceum Theatre
- Театр «Лондон Палладиум»[англ.] / London Palladium
- Театр «Нью-Лондон»[англ.] / New London Theatre
- Театр Олдвич / Aldwych Theatre
- Театр Пикадилли / Piccadilly Theatre
- Театр «Пикок»[англ.] / Peacock Theatre
- Театр «Плейхаус»[англ.] / Playhouse Theatre
- «Принц Эдуард» / Prince Edward Theatre
- Театр Принца Уэльского / Prince of Wales Theatre
- Театр «Роял-Корт» / Royal Court Theatre
- Театр Савой / Savoy Theatre
- Театр Св. Мартина[англ.] / St Martin’s Theatre
- Театр «Сирена» / Mermaid Theatre
- Театр Сохо[англ.] / Soho Theatre
- Театр Уиндема / Wyndham’s Theatre
- Театр Уиндмилл[англ.] / Windmill Theatre
- Театр «Феникс»[англ.] / Phoenix Theatre
- Театр «Фортуна»[англ.] / Fortune Theatre
- Театр Шефтсбери[англ.] / Shaftesbury Theatre
- Трафальгарские студии (бывш. Театр Уайтхолл)[англ.] / Trafalgar Studios (The Whitehall Theatre)

## Фотогалерея
- Театр Её Величества, пожар 1867 года
- Театр «Водевиль»[англ.]
- Театр Ноэла Кауарда (бывш. Олбери-театр)
- Шафтсбери-авеню с Пикадилли, 1949
- Фредди Меркюри в «Доминионе»